# 580-ih pr. Kr.
1. tisućljeće pr. Kr.
◄ | 7. stoljeće pr. Kr. | 6. stoljeće pr. Kr. | 5. stoljeće pr. Kr.► | 
◄ | 610-ih pr. Kr. | 600-ih pr. Kr. | 590-ih pr. Kr. | 580-ih pr. Kr. | 570-ih pr. Kr. | 560-ih pr. Kr. | 550-ih pr. Kr. | ►
589. pr. Kr. | 588. pr. Kr. | 587. pr. Kr. | 586. pr. Kr. | 585. pr. Kr. | 584. pr. Kr. | 583. pr. Kr. | 582. pr. Kr. | 581. pr. Kr. | 580. pr. Kr.

## Glavni događaji
- 589. pr. Kr. — Apries nasljeđuje Psamtika II. kao kralj Egipta.
- 588. pr. Kr. — Nabukodonozor II. započinje opsadu Jeruzalema.
- 587. pr. Kr. — Babilonija osvaja Jeruzalem, što je kraj Kraljevstva Juda. Osvajači uništavaju Salomonov hram u Jeruzalemu i tjeraju u izbjeglištvo veći dio stanovništva. (Prema Biblijskim izvorima to se odigralo 607. pr. Kr.)
- 586. pr. Kr. — Umire Zhou Dingwang, kralj kineske dinastije Zhou.
- 585. pr. Kr. — 28. svibnja odigrala se pomrčina Sunca, koju je predvidio Tales, za vrijeme bitke između Alijata II. i Kijaksara što dovodi do primirja. To je jedan od ključnih datuma u povijesti prema kojem se računaju ostali događaji.
- 585/584. pr. Kr. — Astijag nasljeđuje Kijaksara kao kralj Medijaca.
- 585. pr. Kr. — Zhou Jianwang postaje kralj kineske dinastije Zhou.
- 585. pr. Kr. — Pad Kraljevine Urartu nakon invazije Medijaca.
- 582. pr. Kr. (tradicionalni datum) — Osnovane Pitijske igre u Delfima.
- 580. pr. Kr. (procjena) — Kambiz I. nasljeđuje Kira I. kao kralj Anšana u Ahemenidskoj dinastiji.
- 580. pr. Kr. (tradicionalni datum) — Osnovane u Korintu Istmijske igre.
- 580. pr. Kr. (procjena) — Izrađena je Meduza Gorgona, detalj sa zapadnog frontona Artemidinog hrama na Krfu.

## Istaknute ličnosti
- Nabukodonosor II.
- 585. pr. Kr. — Rođen Anaksimen iz Mileta, grčki filozof.
- 585. pr. Kr. — Umire japanski car Jimmu.
- 585. pr. Kr. — Rođen Pitagora, grčki filozor i matematičar.
- 580. pr. Kr. (procjena) — Umire Kir I., kralj Anšana.